# Jean-Baptiste Colyns

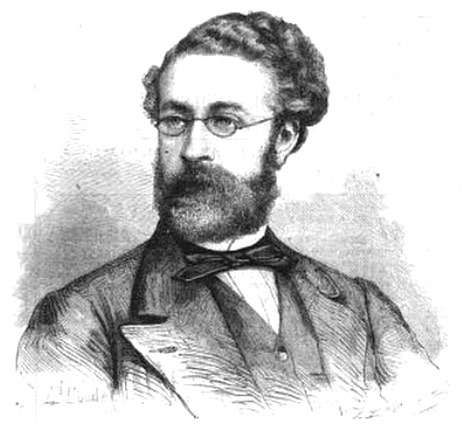
Jean-Baptiste Colyns, vor 1873

Jean-Baptiste Colyns (* 25. November 1834 in Brüssel; † 31. Oktober 1902 ebenda) war ein belgischer Violinist, Musikpädagoge und Komponist.

## Leben und Werk
Jean-Baptiste Colyns wurde im Alter von acht Jahren am Brüsseler Konservatorium aufgenommen. Hier studierte er bei Nicolas Lambert Wéry und Lambert Joseph Meerts Violine. Mit 16 Jahren erreichte er sein Solistendiplom. Er wurde vom Konservatorium mit Preisen für Violinspiel und Komposition ausgezeichnet.
Er wurde Soloviolinist am Théâtre de la Monnaie. Er begann mit 22 Jahren am Brüsseler Konservatorium zunächst als Assistent zu unterrichten und wurde später dort zum Professor für Violine und Kammermusik ernannt. 1878 wurde er auch am Königlichen Konservatorium in Antwerpen zum Professor ernannt.
Er absolvierte mit großem Erfolg zahlreiche Konzerttourneen in England, Frankreich, Deutschland und den Niederlanden. Er erhielt zahlreiche Angebote als Violinist, Konzertmeister und Professor unter anderem 1876 vom sächsischen König, um in entsprechenden Positionen in Dresden zu wirken. Solche Angebote lehnte er immer aus familiären Gründen ab.
Colyns komponierte einige Salonstücke für Violine und ein Violinkonzert. Darüber hinaus schuf er auch die einaktige Oper Sir William (1877) und die Oper in drei Akten Capitaine Raymond (1881).